# أمطراس (تالمبوط)
أمطراس هي إحدى مشيخات المملكة المغربية، تتبع جغرافيا لإقليم شفشاون وإداريًا لتالمبوط. يقدر عدد سكانها بـ 1668 نسمة حسب الإحصاء الرسمي للسكان والسكنى لسنة 2004.